# Brandberger Kolm
Der Brandberger Kolm ist ein 2700 m ü. A. hoher Berg im westlichen Teil der Gerlosgruppe, einer Untergruppe der Zillertaler Alpen im österreichischen Bundesland Tirol. Der Kolm hat von Westen aus gesehen die Form eines Felskegels, der den Zillergrund bei Brandberg dominiert. Durch seine leichte Erreichbarkeit ist er ein vom Kolmhaus, auf 1845 Meter Höhe gelegen, aus oft begangener Aussichtsberg.

## Umgebung
Der Brandberger Kolm liegt am westlichen Ende der Gerlosgruppe. Benachbarte Berge sind im Norden, getrennt durch das Brandberger Joch, auf 2307 Metern Höhe gelegen, der 2452 Meter hohe Torhelm, im Nordwesten die Gerlossteinwand (2166 m), im Südosten der 2666 Meter hohe Gamskopf und im weiteren Verlauf des ausgeprägten Südostgrats Äußerer und Innerer Falk (2669 m). Nach Südwesten hin fällt das Gebiet ab zum Zillergrund bei Brandberg, das etwa 5 Kilometer Luftlinie in westlicher Richtung liegt. Mayrhofen im Zillertal liegt gut 7 km westlich. 

## Erschließung
Der Kolm ist vom Kolmhaus, das östlich oberhalb von Brandberg liegt, laut Literatur in etwa 2 Stunden Gehzeit über einen Wanderweg zu erreichen. Er führt in östlicher Richtung über die Südflanke des Berges hinauf zum Gipfelkreuz. Ein 1929 zuerst dokumentierter alpinistischer Übergang führt über eine Einschartung in südöstlicher Richtung hinüber zum Gamskopf im Schwierigkeitsgrad UIAA I.

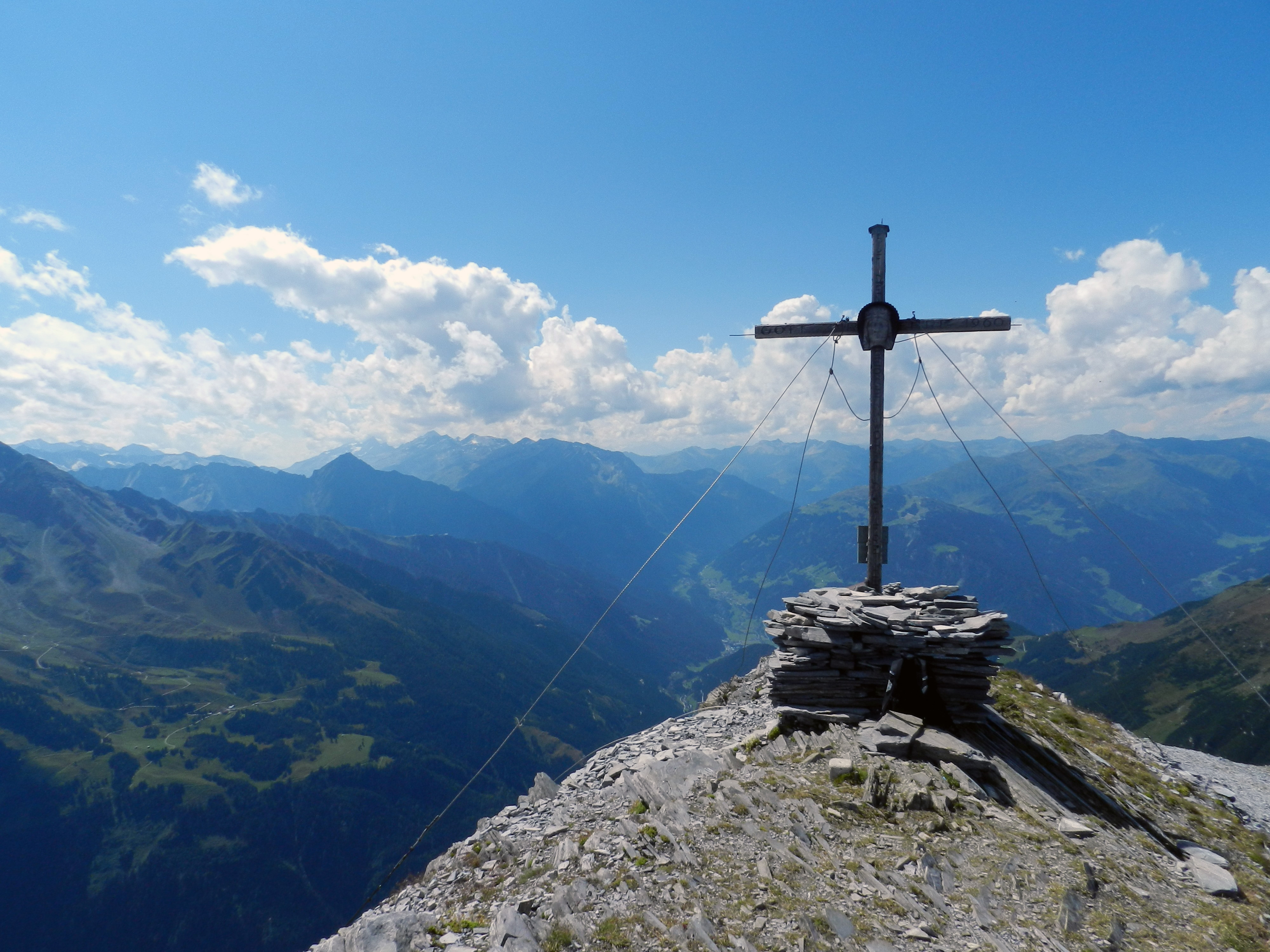
Gipfel mit Kreuz des Brandberger Kolms mit Blick über die Zillertaler Alpen
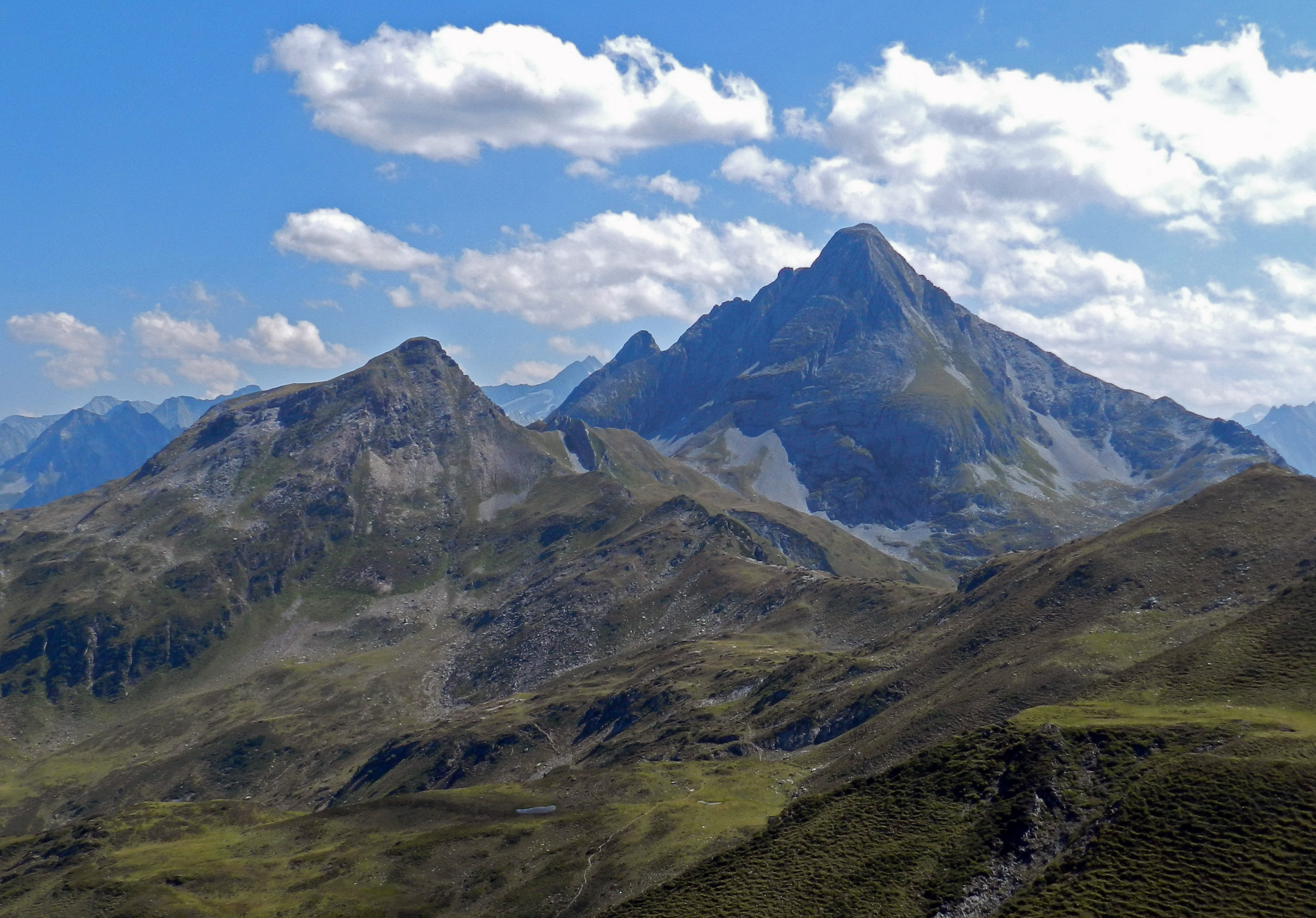
Torhelm (links vorne) und Brandberger Kolm